# Schoenberg on the Beach
Schoenberg on the Beach ist ein Jazzalbum von Jeff Lederer mit Mary LaRose. Die wohl um 2022 entstandenen Aufnahmen erschienen am 6. Oktober 2023 auf dem Label Little (i) Music. Inspiriert ist das Album von der frühen Vokalmusik von Arnold Schönberg und Anton Webern, insbesondere durch
Schönbergs Liedzyklen „Pierrot Lunaire“ und „Hängende Gärten“.

## Hintergrund

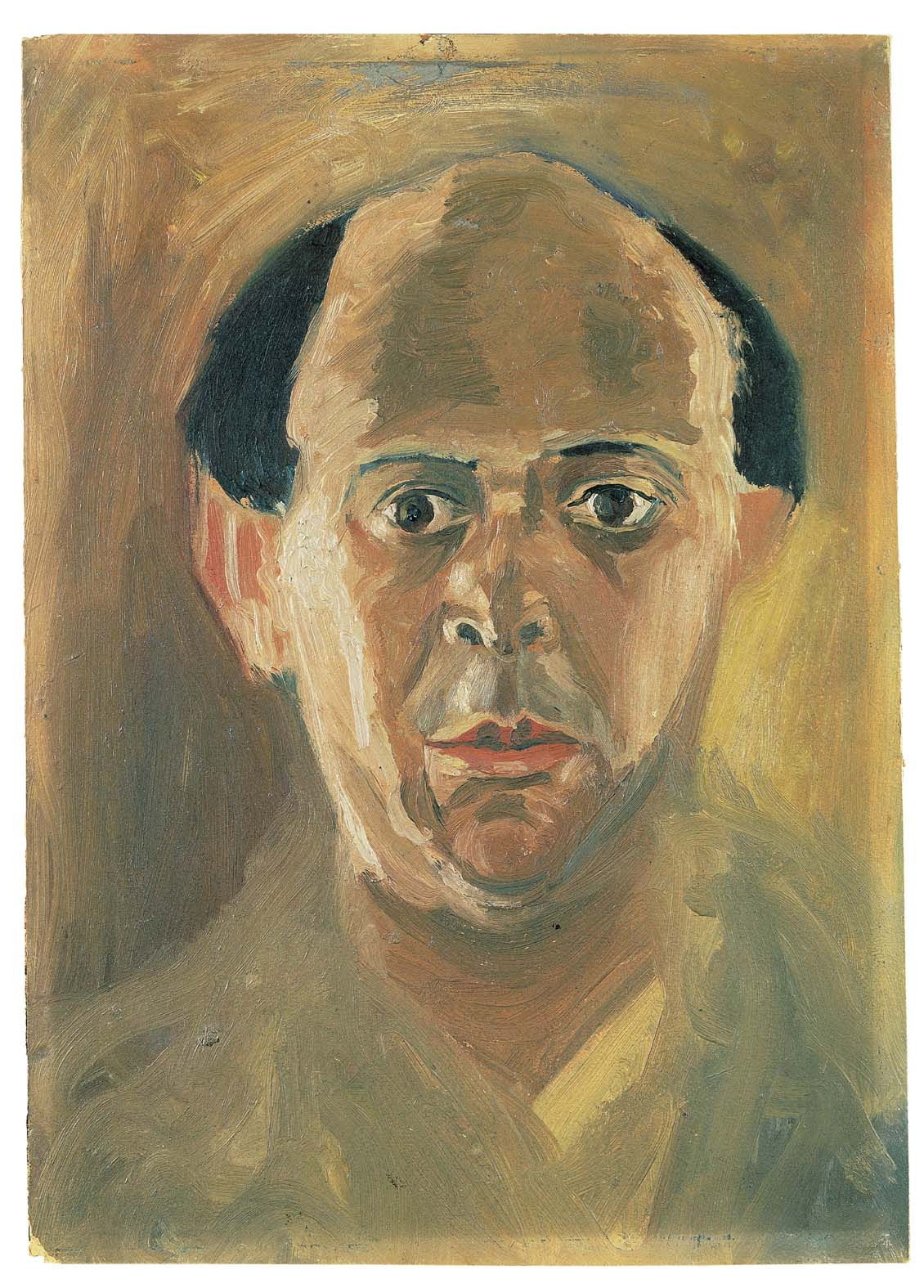
Selbstporträt von Arnold Schönberg

Jeff Lederer hat eine zutiefst persönliche Verbindung zu Schönbergs Musik, da dessen Sohn Lawrence (* 1941) Lederers Mathematiklehrer in der High School war – in der Nähe des Strandes in Kalifornien; Lederer wuchs eine Viertelmeile vom Strand entfernt in Pacific Palisades auf.
Der Komponist Arnold Schönberg lebte im letzten Teil seines Lebens in Los Angeles und verbrachte viel Zeit am Strand, notierte Jerome Wilson. Lederer brachte dies mit seinem eigenen langjährigen Aufenthalt in Brooklyn in Verbindung, wo er oft Coney Island besuchte. Dies inspirierte ihn dazu, die frühen Lieder Schönbergs und die seines Schülers Anton Webern in sein eigenes Idiom umzuwandeln.
Jeff Lederer, der hier Klarinette und Flöte spielt, nahm das Album Schoenberg on the Beach gemeinsam mit der Sängerin Mary LaRose und einem unterstützenden Ensemble aus Hank Roberts (Cello), Patricia Brennan (Vibraphon), Michael Formanek (Bass) und Matt Wilson am Schlagzeug auf. Als Gast kam Marty Ehrlich hinzu, der Bassklarinette in „The Pale Flowers of Moonlight“ spielt.
„Die Methode war hier dieselbe [wie beim Salsa-Projekt zu Vivaldis Die vier Jahreszeiten]: Ich ging die Partituren [Schönbergs] durch und suchte nach den Bereichen, die mir ein Fenster zur Improvisation öffnen. Sie waren in den frühen Vokalwerken Schönbergs leicht zu finden, weil es sich um eine so wunderschön ausdrucksstarke, melodische Musik handelt“, sagte Lederer in einem Interview mit Enos Morgan (London Jazz News). „Ich finde diese Stellen und erstelle dann Vamps, Basslinien und rhythmische Felder, die für mich direkt von den Originalpartituren abgeleitet sind. Das ist also musikalisch die Methode. Aber die andere Sache – besonders bei diesem Schönberg und bei einigen Webern-Liedern auch – ist der Kontext. Was ich im Projekt Schoenberg on the Beach zum Ausdruck bringen wollte, war dieser jugendliche und romantische Sinn für die Poesie, mit der Schönberg arbeitete.“
Schoenberg on the Beach beginnt mit dem Titelstück, eingeleitet durch eine Klanglandschaft aus Vogelgezwitscher und Elektronik, und mit dem Gedicht „Am Strande“ von Rainer Maria Rilke. Im Original lautet es:
„Vorüber die Flut. / Noch braust es fern.
Wild Wasser und oben / Stern an Stern.
Wer sah es wohl, / O selig Land,
Wie dich die Welle /Überwand.
Noch braust es fern. Der Nachtwind bringt /
Erinnerung und eine Welle / Verlief im Sand.“
Dieses Stück fängt den Geist des Albums ein – im Arrangement von Schönbergs „Am Strand“ Op. 14 Nr. 3 von 1907–08, notierte Eyal Hareuveni. Unterstrichen werde dies durch die theatralische Gesangsdarbietung von Mary La Rose, indem sie Schönbergs ursprüngliche Sprechstimme mit dem stimmlichen Erbe und der Phrasierung einer Jazzsängerin  verbindet. Weberns „Blummengruss“ (aus 8 frühe Lieder für Gesang und Klavier, Nr. 3, mit einem Text von Goethe) übernimmt eine sanftere, immer noch verführerische rhythmische Stimmung, die noch einmal durch Brennans Schwingungen am Vibraphon und Wilsons Schlagzeug und Percussion betont wird. Später erkundet Schoenberg on the Beach auch Schönbergs tiefes Interesse an der menschlichen Psyche, das vor allem durch den Liederzyklus „Pierrot Lunaire“ (1912) mit Texten des belgischen symbolistischen Dichters Albert Giraud bekannt ist.
Die elektronischen Klanglandschaften schuf der Turntablist ArkturEyE aus Field Recordings aus dem Vergnügungspark Luna Park auf Coney Island. Diese Einspielungen basierten auf Tondokumente, die Orrin Keepnews 1957 für sein Label Riverside Records aufgenommen hatte. Lederer stellt damit Verbindungen zwischen dem ursprünglichen Schönberg-Material und der Geschichte von Coney Island her, dessen Themenpark Luna Park 1912 eröffnet wurde, im selben Jahr, in dem Schönbergs „Pierrot Lunaire“ uraufgeführt wurde.
Lederer stellte das Album und den Liedzyklus Ende September 2023 in etwas veränderter Besetzung – mit Mary LaRose (Gesang), Hank Roberts (Cello), Patricia Brennan (Vibraphon), Chris Lightcap (Bass) und Mike Sarin (Schlagzeug) – im Veranstaltungsort The Lily Pad in Cambridge, Massachusetts, vor.
 

## Titelliste
- Jeff Lederer with Mary LaRose: Schoenberg on the Beach (Little (i) Music)[6]

1. Jeff Lederer – On the Beach (Lederer/Schönberg) 4:48
2. Blummengruss (Webern) 9:01
3. Beneath the Shelter 7:02
4. The Pale Flowers of Moonlight 5:36
5. Heiter 7:03
6. I Gaze Upon 7:30
7. Moondrunk 5:55
8. Sommerabend 5:53
9. Summer's Weariness 7:12

Wenn nicht anders vermerkt, stammen die Kompositionen von Arnold Schönberg.

## Rezeption

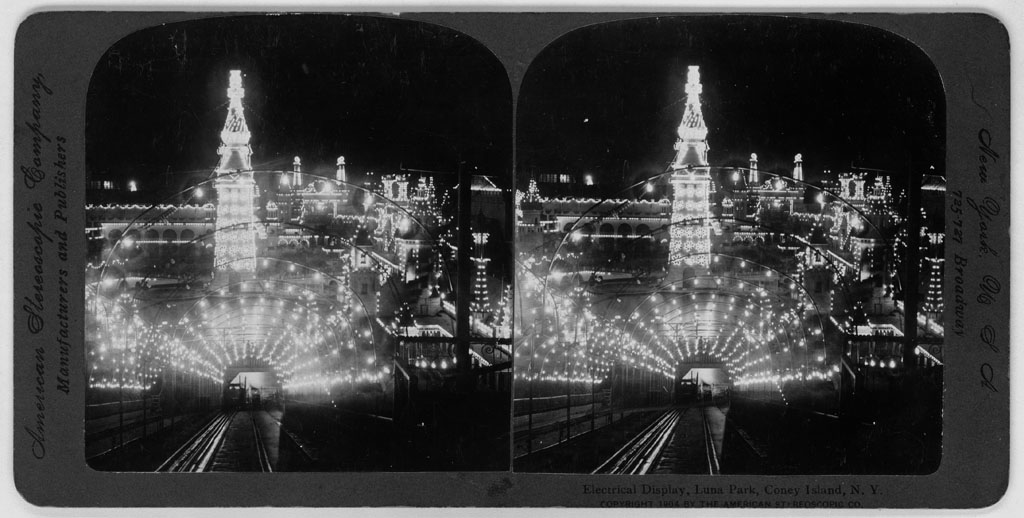
Der Luna Park, Coney Island bei Nacht (1904)

Lederer, der im Laufe der Jahre mehrere unerwartete Inspirationen für musikalische Projekte genutzt habe, beispielsweise Shaker-Hymnen und die Schriften von Herman Melville, habe mit Schoenberg on the Beach vielleicht das Kühnste geschaffen, was er je gemacht hat, lobte Jerome Wilson in All About Jazz. Es vereine die Kompositionen von Arnold Schönberg und Anton Webern mit den Klängen von Coney Island zu einem faszinierenden Liederzyklus, dargeboten von einem Team außergewöhnlicher Jazzmusiker. Lederers Schönberg-Interpretation würde eine lebendige Kombination aus Ätherischem und Kraftvollem darstellen. Die Sängerin Mary LaRose liefere jedoch den wirklich verrückten Kern dieser Musik. Ihre elastische Stimme gurrt, jault und krächzt und verleihe so dem Werk eine zusätzliche Ebene von Sinnlichkeit und Menschlichkeit.
Viele der Stücke enthalten [zusätzlich eingefügte] Feldaufnahmen, Loops und Effekte, schrieb George W. Harris in Jazz Weekly, und dienten Larose als Hintergrund in „On The Beach“ oder im unkonventionellen „Beneath the Shelter“. Die Schönberg-Kompositionen werden mit [Interpretationen von] Stücken von Anton Webern und aus Schönbergs Pierrot Lunaire vermischt, so dass es viele dunkle Farbtöne, Schatten und schräge Töne gibt.
Erstaunlicherweise parallel zu seiner Tätigkeit in der Jazz-Community (in der Nachfolge Charlie Parkers) und seiner Entwicklung im Bereich des „lärmigen Jazz-Tenor-Blasens“ (Lederer) habe er sich schließlich einen Weg als Komponist notierter Musik gebahnt, schrieb Enos Morgan. Und im Zuge dieser Entwicklung habe er erfahren, dass sich beides nicht ausschließt. Lederer vermutet, dass sich selbst Charlie Parker später mit zeitgenössischer Komposition beschäftigt hätte: „Vielleicht wäre er in die Richtung gegangen, mit mehr Komponisten zusammenzuarbeiten oder auch selbst mehr in erweiterten Formen zu komponieren.“
Lederer nutze auf brillante Weise die starke und persönliche Improvisationsgabe von LaRose, Roberts, Brennan, Formanek, Wilson und Ehrlich, lobte Eyal Hareuveni (Salt Peanuts), und seine besinnlichen, poetischen Arrangements würden mit strengen Formen und Freiheit spielen und sich nahtlos zwischen schwungvollem Jazz, streichelndem Bossa Nova und expressionistischen Klanglandschaften bewegen. Vereint seien sie von einem romantischen Gefühl von Liebe, Verlust, Natur und Strand, wie das letzte Stück „Summer Weariness“ demonstriere (aus 3 Lieder op. 48) Es ende mit einer ausklingenden elektronischen Klanglandschaft und lasse die Zuhörer über die Stille nachdenken und sich fragen, was sie gerade gehört haben.